# Malcoha de Raffles
Rhinortha chlorophaea
Genre
Espèce
Statut de conservation UICN

 LC  : Préoccupation mineure
Synonymes
- Phaenicophaeus chlorophaeus

Le Malcoha de Raffles (Rhinortha chlorophaea) ou Malcoha de Duvaucel, est une espèce d'oiseau de la famille des Cuculidae. Seule espèce du genre Rhinortha (Vigors, 1830) elle est parfois classée dans le genre Phaenicophaeus.

## Nomenclature
Ses noms sont dédiés à Thomas Stamford Raffles et à Alfred Duvaucel.

## Répartition
Son aire s'étend à travers l'Insulinde.

## Sous-espèces
Cet oiseau est représenté par trois sous-espèces:
- Rhinortha chlorophaea chlorophaea (Raffles, 1822) ;
- Rhinortha chlorophaea facta Ripley, 1942 ;
- Rhinortha chlorophaea fuscigularis E.C.S. Baker, 1919.